# نرماشير
نرماشير (بالفارسية: نرماشیر) هي مدينة تقع في إيران في كرمان في مقاطعة نرماشير. يقدر عدد سكانها بـ 3,966 نسمة.